# Jan Mušal
Jan Mušal (27. prosince 1919 Ostrava – 27. listopadu 1984 Ostrava) byl český a československý politik Komunistické strany Československa a poslanec Sněmovny lidu a Sněmovny národů Federálního shromáždění za normalizace. Působil i jako velvyslanec ČSSR v Polsku.

## Biografie
Vyrůstal v rodině horníka, vyšel tříletou učňovskou školu a poté působil jako elektrotechnik v železárnách v Ostravě. V roce 1945 vstoupil do KSČ a od té doby působil ve stranickém aparátu. V letech 1950–1951 byl tajemníkem OV KSČ v Ostravě, v období let 1951–1954 byl vedoucím elektrárny Ostrava II, poté ředitelem Hlavní správy elektráren. XII. sjezd KSČ, XIII. sjezd KSČ a XIV. sjezd KSČ ho zvolil za člena ústřední kontrolní a revizní komise KSČ.
Po federalizaci Československa usedl do Sněmovny lidu Federálního shromáždění. Mandát nabyl až dodatečně v prosinci roku 1969. Uvádí se tehdy jako předseda KNV v Severomoravském kraji. Členem KSČ byl od roku 1945. V politických funkcích působil nepřetržitě od roku 1951 a předsedou KNV v Severomoravském kraji byl od roku 1960. Bylo mu uděleno vyznamenání Za zásluhy o výstavbu. V oficiální biografii u příležitosti jeho nástupu do parlamentu se zmiňuje jeho politická orientace během pražského jara: „stál vždy pevně na ideových pozicích marxismu-leninismu a přes četné útoky pravicových sil důsledně hájil čistotu marxisticko-leninských idejí a nekompromisně bojoval proti rozkladné činnosti pravicových oportunistů v Severomoravském kraji.“
Ve volbách roku 1971 přešel do Sněmovny národů (volební obvod Severomoravský kraj). V parlamentu setrval až do konce volebního období, tedy do voleb roku 1976. V letech 1972–1978 byl velvyslancem ČSSR v Polsku. Od května 1978 působil jako ředitel Výzkumného ústavu rozvoje oblastí a měst v Ostravě. Poté odešel do penze.